# Колибаши (Олт)
Колибаши (рум. Colibași) насеље је у Румунији у округу Олт у општини Стрежешти. Oпштина се налази на надморској висини од 123 m.

## Становништво
Према подацима из 2002. године у насељу је живело 548 становника, од којих су сви румунске националности.